# Quốc kỳ Saint Vincent và Grenadines
Quốc kỳ Saint Vincent và Grenadines (tiếng Anh: Flag of Saint Vincent and the Grenadines) được sử dụng chính thức từ ngày 21 tháng 10 năm 1985. Nó là lá cờ ba màu sọc dọc màu xanh lam, vàng, xanh lá và ba hình kim cương (hình thoi) màu xanh lá tạo thành hình chữ V ở giữa. Kích thước ba sọc màu theo tỉ lệ của quốc kỳ Canada (sọc vàng ở giữa có kích thước gấp đôi hai sọc còn lại). Chữ V tượng trưng cho Vincet. Những viên kim cương gợi nhớ Saint Vincent là "những viên ngọc của vùng Antilles". Màu xanh lam tượng trưng cho 
bầu trời nhiệt đới và nước tinh khiết, màu vàng tượng trưng cho cát Grenadine và màu xanh lá cây biểu thị thảm thực vật xanh tốt của các đảo.
Các lá cờ trước ở giữa có hình lá cọ, trên đó là quốc huy Saint Vincent và Grenadines.

## Các lá cờ trong lịch sử

Cờ thuộc địa (trước 1979)
Quốc kỳ từ 1979 đến 1985
Quốc kỳ từ tháng 3 đến tháng 10 năm 1985